# جيمس إدوين كريغتون
جيمس إدوين كريغتون (بالإنجليزية: James Edwin Creighton)‏ هو فيلسوف أمريكي، ولد في 8 أبريل 1861 في Pictou ‏ في كندا، وتوفي في 8 أكتوبر 1924 في إثاكا في الولايات المتحدة.

## وصلات خارجية
- جيمس إدوين كريغتون على موقع الموسوعة البريطانية (الإنجليزية)